# Paroaria gularis
Paroaria gularis là một loài chim trong họ Thraupidae.